# Ameglia
Ameglia (en lígur: Ameggia, localment: Megia) és un comune (municipi) de la província de La Spezia, a la regió italiana de la Ligúria, situat uns 90 km al sud-est de Gènova i uns 11 km al sud-est de La Spezia.
Ameglia limita amb els municipis de Lerici i Sarzana.
El municipi d'Ameglia inclou les frazioni (pobles o llogarets) de Montemarcello, Bocca di Magra i Fiumaretta.

## Llocs d'interès

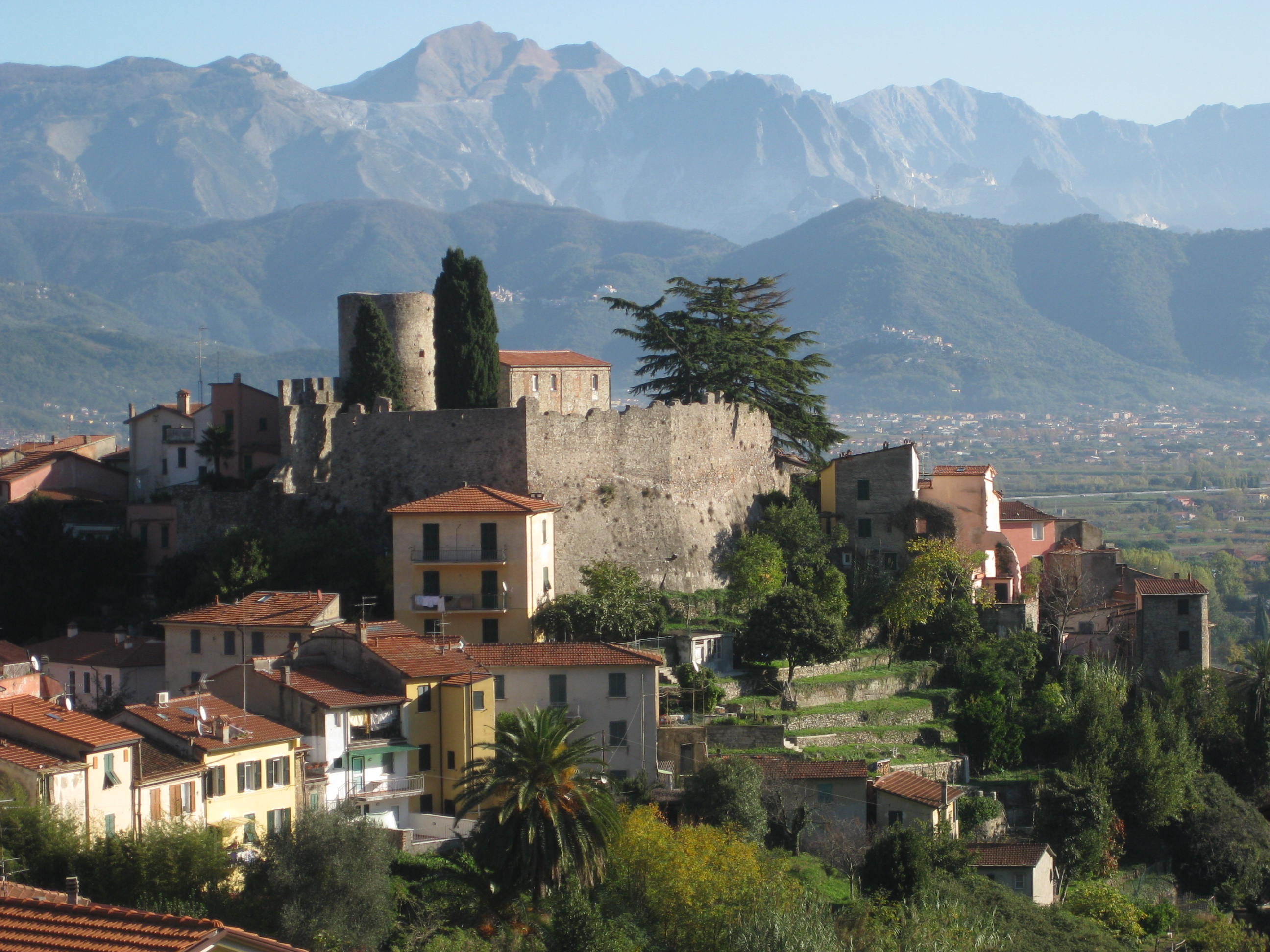
El castell d'Ameglia i els Alps Apuans

- El castell d'Ameglia, bastió del bisbe de Luni, reconstruït l'any 1174. Posteriorment va ser propietat de Sarzana, la República de Gènova, Castruccio Castracani, els Visconti i el Banco di San Giorgio.
- Monestir de Santa Croce del Corvo, fundat l'any 1176.
- Necròpolis pre-romanes a Cafaggio, i restes arqueològiques de la carretera costanera romana.
- Orto Botanico di Montemarcello (Jardí Botànic de Montemarcello)

## Persones il·lustres
- Roberto Pazzi - Novel·lista i poeta italià